# Hyloxalus maculosus
Hyloxalus maculosus es una especie de anfibio anuro de la familia Dendrobatidae.

## Distribución geográfica
Esta especie es endémica del Ecuador. Habita en las provincias de Pastaza y Napo entre los 460 y 1150 m sobre el nivel del mar en la vertiente oriental de la Cordillera Oriental.

## Descripción
Los machos miden de 19.5 a 24.9 mm y las hembras de 22.4 a 29 mm.

## Publicación original
- Rivero, 1991 : New Colostethus (Amphibia, Dendrobatidae) from South America. Breviora, n.º 493, p. 1-28[5]